# Рябово (село, Увинський район)
Ря́бово (рос. Рябово) — село у складі Увинського району Удмуртії, Росія.

## Населення
Населення — 871 особа (2010; 886 в 2002).
Національний склад станом на 2002 рік:
- росіяни — 55 %
- удмурти — 42 %

## Урбаноніми[3]
- вулиці — Молодіжна, Підгірна, Польова, Радянська, Селищна 1-а, Селищна 2-а, Станційна, Центральна